# Thiéfosse
Thiéfosse település Franciaországban, Vosges megyében. Lakosainak száma 583 fő (2022. január 1.). Thiéfosse Basse-sur-le-Rupt, Saulxures-sur-Moselotte, Rupt-sur-Moselle, Vagney és Vecoux községekkel határos.

## Népesség
A település népessége az elmúlt években az alábbi módon változott:
| Lakosok száma | 609  | 618  | 623  | 593  | 581  | 577  | 573  | 573  | 583  |
|               | 2013 | 2015 | 2016 | 2017 | 2018 | 2019 | 2020 | 2021 | 2022 |